# 인천 동구의회
인천 동구의회는 인천광역시 동구 지역을 관할하는 기초의회이다.